# Константиновский трамвай
Константиновский трамвай (укр. Костянтинiвський трамвай) — закрытая система электрического трамвая города Константиновка, открытая 23 августа 1931 года и прекратившая работу 26 декабря 2016 года, вторая электрическая трамвайная сеть на территории Донецкой области (после Донецка), тринадцатая по длине в Украине. Система эксплуатировалась коммунальным предприятием «Константиновское трамвайное управление».

## Маршруты
| №  | Остановки на пути следования                                             |
| 1  | Кинотеатр «Строитель» — Молокозавод                                      |
| 2  | Центральный рынок — Автовокзал                                           |
| 3  | Центральный рынок — Новоселовка                                          |
| 4  | Трамвайное депо — Молокозавод                                            |
| 5  | Кинотеатр «Строитель» — Трамвайное депо — Автовокзал                     |
| 14 | Молокозавод — Кинотеатр «Строитель» — Трамвайное депо                    |
| 21 | Центральный рынок — Автовокзал — Кинотеатр «Строитель»                   |
| 24 | Центральный рынок — Автовокзал — Трамвайное депо                         |
| 25 | Центральный рынок — Автовокзал — Кинотеатр «Строитель» — Трамвайное депо |

```

## История
Трамвайное движение в Константиновке было открыто 23 августа 1931 года двумя б/у моторными вагонами Х из Москвы по одноколейному маршруту № 1 с разъездами протяжённостью 1,8 км «Парк Металлургов — Дмитровка» по ул. Ленина (сейчас — Правобережная).
В октябре 1931 года линия продлена от Дмитровки до Бутылочного завода (сейчас — ул. Белоусова), а в ноябре 1931 года от парка Металлургов по ул. Ленина и Островского до Сантуриновки (сейчас — вокзал «Константиновка»), маршрут № 1 «Сантуриновка — Бутылочный завод». Тогда же планировалось продлить линию до Дружковки (такого категорически не может быть, Дружковка — это соседний город) и Красного Городка.
15 января 1932 года введена новая однопутная изолированная линия от моста через реку Кривой Торец (райисполком) до поликлиники, пущен маршрут № 2, а уже 19 января продлили на 1 остановку от поликлиники до Больницы № 1.
В 1932 году построен мост через Кривой Торец, линию второго маршрута продлили от Райисполкома до Бутылочного завода (с другой стороны железной дороги, оба маршрута не соединялись).
В 1933 году введена новая линия от Больницы № 1 до Сталинского городка (современный центр левобережья — район Красного городка/Спутника/цинковый), маршрут № 2 продлён: «Бутылочный завод — Красный городок — Сталинский городок (Цинковый завод)».

### Маршруты на 1 января 1934 года
- 1 Вокзал (Сантуриновка) — Бутылочный завод
- 2 Бутылочный завод — Красный городок — Сталинский городок (Цинковый завод)

В 1934 году на правом берегу (1-й маршрут) был построен трампарк № 1 возле конечной «Бутылочный завод» на 20 вагонов, а на левом берегу ангар.

### Послевоенное восстановление
После освобождения города 1 мая 1944 года восстановлен маршрут № 1 «Вокзал — Горсовет — Бутылочный завод» (работало 2 вагона).
Летом 1944 года восстановлена линия на левом берегу: «Мост — ул. Хмельницкого» по ул. Емельянова, Бурденко и просп. Ломоносова, в 1945 году линия продлена до довоенных конечных: «Бутылочный завод (Хлебозавод) — Цинковый завод». В том же году восстановлен парк на правом берегу.

### Маршруты на 1 января 1945 года
- 1 Вокзал — Бутылочный завод
- 2 Хлебозавод (Бутылочный завод) — Красный городок — Цинковый завод

В 1947 году на 1-м маршруте вместо тупиков построены разворотные кольца.
В ноябре 1948 года продлена линия от Бутылочного завода по ул. Ленина до завода Утяжелителей (Красный хутор), маршрут № 1 «Вокзал — Завод Утяжелителей».
В 1951 году продлена линия 2-го маршрута от Цинкового завода по ул. Жданова (сейчас — Левобережная) до пос. Цинкового завода, маршрут № 2: «Хлебозавод — посёлок Цинкового завода (завода „Укрцинк“)».
В январе 1959 года введена новая одноколейная линия с 3 разъездами от завода Утяжелителей по ул. Ленина, Партизанской, Щорса (сейчас — Преображенская), Дружковской и Карьерной до Молокозавода, маршрут № 1 продлён: «Вокзал — Первомайское (Молокозавод)».
В 1961 году на втором маршруте вместо тупиков построены разворотные кольца.
В 1962 году предприятиями города началось масштабное строительство новых трамвайных линий, преимущественно к своим цехам, строительство окончено:
- июль 1962 года от вокзала по ул. Краснодарской, Интернациональной, Киевской и Пушкинской до Сантуриновки (кинотеатр «Строитель»), сюда продлён маршрут № 1.
- август 1962 года от посёлка завода «Укрцинк» по ул. Советской мимо автовокзала и через Берестяную балку до пос. Красный Октябрь, сюда продлён маршрут № 2.

30 июня 1965 года по новому трамвайному мосту (строительство велось с конца 1962 года) через железную дорогу пошли первые трамваи: две изолированные трамвайные системы были объединены, достроена вторая колея по ул. Емельянова до Городской больницы № 1, а маршрут № 2 продлён по ул. Белоусова до школы-интерната № 1. Ангар-депо (№ 2) со стороны 2-го маршрута был снесен из-за строительства нового путепровода. Позже, в 1966 году депо № 1 расширено до 60 мест.
29 сентября 1965 года введена новая одноколейная линия от Городской больницы № 1 до Новосёловки (школа № 9), пущен маршрут № 3 «Школа-интернат № 1 — Новосёловка».
3 декабря 1966 года продлена линия от школы-интерната № 1 по ул. Белоусова и Шевченко до Центрального рынка, продлены маршруты № 2 и № 3.
В 1966—1968 году проложены вторые пути от больницы № 1 до больницы № 3 по просп. Ломоносова, а в 1968—1970 году — в центре города до вокзала.

### Маршруты на 1 января 1970 года
- 1 Молокозавод — Кинотеатр «Строитель»
- 2 Центральный рынок — посёлок завода «Красный Октябрь»
- 3 Центральный рынок — Новосёловка

В 1970—1975 году строилось новое депо на 100 мест в районе Сантуриновки. К нему построена в мае 1975 года новая линия от ул. Пушкинской по ул. Строителей и пущен маршрут № 4 «Молокозавод — Депо».
В 1976 году перестроена трамвайная сеть на Сантуриновке: сняты рельсы по ул. Интернациональной и Киевской, проложены — по ул. Краснодарской и Пушкинской, что дало возможность перейти к строительству нового путепровода по ул. Тельмана (сейчас — Соборности) через железную дорогу и реку Кривой Торец (строительство окончено в 1980 году). Планировалось продлить линию (двупутную) от Новосёловки до совхоза «Берестовский».
К 1979 году все линии (кроме Новосёловской и от ул. Киевской до кинотеатра «Строитель») стали двухпутными.
Строительство трамвайных путей по новому путепроводу, а также улицам Тельмана, Мирошниченко, Славянской, строительство нового разворотного кольца у автовокзала и демонтаж части линии в посёлке завода «Красный Октябрь» было окончено в 1990 году, в связи с чем добавлен маршрут № 5 «Автовокзал — Кинотеатр „Строитель“ — Депо».

### Маршруты на 1 января 1991 года
- 1 Молокозавод — Кинотеатр «Строитель»
- 2 Центральный рынок — Автовокзал («Красный Октябрь»)
- 3 Центральный рынок — Школа № 9 (Новосёловка)
- 4 Молокозавод — Депо
- 5 Автовокзал — Кинотеатр «Строитель» — Депо

В 1997 году реорганизовано движение 2-го маршрута: не разворачиваясь на кольце «Автовокзал» он стал ходить по путепроводу до кинотеатра «Строитель» (маршрут № 2+1 или № 21) и до Депо (маршрут № 2+4 или № 24), а маршрут № 5 закрыт.

### Маршруты на 1 января 1998 года
- 1 Молокозавод — Кинотеатр «Строитель»
- 3 Центральный рынок — Школа № 9 (Новосёловка)
- 4 Молокозавод — Депо
- 21 Центральный рынок — Красный городок — Кинотеатр «Строитель»
- 24 Центральный рынок — Красный городок — Депо

В 2000 году введены пробные маршруты (существовали до 2002 года):
- 6 Молокозавод — Центральный рынок
- 7 Молокозавод — Новосёловка
- 15 Депо — Красный Городок — Новосёловка

Вся городская сеть была временно закрыта с 25 июня 2004 года по 24 августа 2005 года: пущены маршрут № 3 и № 4 (по одному вагону).
9 мая 2006 года восстановлен маршрут № 25 (бывший № 24) «Центральный рынок — Красный городок — Депо», переименован в начале 2007 года в маршрут № 2, работал до 2007 года (закрыт из-за грабительского демонтажа части контактной сети).
В 2007 году маршрут № 2 пущен до Автовокзала (как до 1990 года): "Центральный рынок — Автовокзал ", но закрыт в 2009 году.
В сентябре 2008 года восстановлена однопутная линия до кинотеатра «Строитель», пущен маршрут № 4, возвращаясь от Молокозавода к Депо (конечные не поменялись). К концу 2009 года этот участок вновь не эксплуатируется.
25 декабря 2010 года закрыт маршрут № 3, а 13 марта 2011 года — восстановлен.
До начала 2012 года рельсы и контактные сети остались исключительно по маршрутам № 3, 4, а также в районе Северного путепровода; на Левобережье (кроме Новосёловки), а также в районе кинотеатра «Строитель» рельсы были выкопаны, контактные сети сняты. Это стало частью программы оптмизации трамвайного движения, предложенной действующим руководством КТУ. Такие меры вызвали негодование жителей города.
Итак, на данный момент действуют 2 маршрута (каждый из которых обслуживается 2 трамваями):
- 3 Центральный рынок — Новосёловка
- 4 Депо — Молокозавод

Руководство и сотрудники КТУ обращались к пенсионерам (имеющим законное право бесплатного проезда) с просьбой оплачивать проезд ввиду финансовых проблем трамвайного управления. Пенсионеры Новосёловки преимущественно действительно начали оплачивать проезд. Большинство же пенсионеров мкр-на Червоный (где расположен молокозавод) проигнорировало эту просьбу. Этим (помимо поломок ввиду срока службы) можно объяснить постоянные проблемы в движении трамваев по 4-му маршруту.
Но в начале 2014 года маршрут № 3 законсервирован.
В 2014 году остался один маршрут (№ 4). На маршрут выходят 3 вагона.
В начале 2015 года на маршрут № 4 вышли 2 трамвая.
С декабря 2015 года по 26 марта 2016 года трамвайное движение в Константиновке было приостановлено. С 26 марта 2016 года восстановлено движение по 4 маршруту, на линии работает один вагон. Ремонт путепровода законсервирован.
С 2018 года трамвайное движение в Константиновке закрыто, коммунальное предприятие ликвидировано Подвижной состав утилизирован. Единственным сохранившимся трамвайным вагоном является трамвай-снегоочиститель РГС-2, который в 2000-х годах был установлен на постамент в качестве памятника, неоднократно подвергаясь вандализму и находился до 18 ноября 2024 года, когда в виде пустого кузова был вывезен на территорию одного из предприятий, где пострадал вследствие авиаудара во время боевых действий . 
.

## Подвижной состав
| Тип                  | Год начала эксплуатации | Год окончания эксплуатации |
| -------------------- | ----------------------- | -------------------------- |
| 2-осные моторные Х+М | 1931                    | 1968                       |
| 4-осные моторные     | 1954                    | 1966                       |
| КТМ-1/КТП-1          | 1959                    | 1973                       |
| КТМ-2/КТП-2          | 1961                    | 1980                       |
| КТМ-5М3              | 1976                    | 2018                       |